# みんな変わりモノ!?
『みんな変わりモノ!?』（みんなかわりモノ）は、1987年4月8日から同年9月30日まで日本テレビ系列で放送されていた日本テレビ製作のバラエティ番組である。全13回。

## 概要
毎回一般からの参加者1人が変装をして帰宅し、自分だと悟られないようにしながら家族の本心を暴き出す模様を放送していた視聴者参加型番組。司会は高田純次と山村美智子（後の山村美智）が務めていた。
放送時間は毎週水曜 19時00分 - 19時30分（日本標準時）。ただし、プロ野球ナイター中継が行われる日には放送を見送られた。本番組は放送見送りとなることが多く、放送期間が2クール（半年）ありながら放送回数は13回にとどまった。7月8日からは5週連続で放送されたものの、8月5日の放送後には1か月以上にわたって放送がなかった。

## 放送リスト
| 回 | 放送日 （1987年） | サブタイトル                         |
| -- | ----------------- | ------------------------------------ |
| 1  | 4月8日            | 恐怖の母娘対決!!                     |
| 2  | 4月15日           | ナニ!? 息子がインド人                |
| 3  | 4月29日           | 息子と知らず超接近!!                 |
| 4  | 5月20日           | 大爆笑!! 変身すし屋                  |
| 5  | 6月3日            | 母さん言いすぎだよ!!                 |
| 6  | 6月17日           | ㊙若妻お色気作戦                     |
| 7  | 7月8日            | 50歳妊婦、突然の陣痛に純次大あわて!! |
| 8  | 7月15日           | 場内騒然！恐怖の猫占い登場!!         |
| 9  | 7月22日           | 大爆笑!! 精力絶倫・夫の体力測定!!    |
| 10 | 7月29日           | ドレスのすそにスネ毛…                |
| 11 | 8月5日            | 流血!? 若妻のプロレス修行            |
| 12 | 9月16日           | なんとウチのパパが女王様！           |
| 13 | 9月30日           | 変身の極意!? スパゲティの神様        |

参考：『朝日新聞縮刷版』朝日新聞社、1987年4月8日 - 同年9月30日付のラジオ・テレビ欄。
| 日本テレビ系列 水曜 19:00 - 19:30                    | 日本テレビ系列 水曜 19:00 - 19:30                   | 日本テレビ系列 水曜 19:00 - 19:30                               |
| 前番組                                               | 番組名                                              | 次番組                                                          |
| ---------------------------------------------------- | --------------------------------------------------- | --------------------------------------------------------------- |
| ちびっこスター誕生! （1987年1月7日 - 1987年3月25日） | みんな変わりモノ!? （1987年4月8日 - 1987年9月30日） | 恋はハイホー! （1987年10月21日 - 1988年1月27日） ※19:00 - 19:54 |